# Chinyere Kalu
Chinyere Kalu, MFR (nacida Onyenucheya, 1970) es la primera mujer piloto comercial de Nigeria. Fue también la rectora y jefa de instrucción de la Universidad Nigeriana de Tecnología de Aviación entre octubre de 2011 y febrero de 2014.

## Biografía
Nativa del este de Ukwa en el estado de Abia, Nigeria Oriental, Kalu creció bajo el cuidado de su madre tras la separación de sus padres. Recibió su educación escolar primaria en la Escuela de Gramática de Chicas Anglicana de Yaba, Estado de Lagos, antes de entrenar como piloto privado y comercial en 1978 en la Universidad Nigeriana de Tecnología de Aviación de Zaria con el lote SP.12. Posteriormente hizo varios cursos de aviación y transporte en el Reino Unido y los Estados Unidos antes de recibir su licencia como piloto comercial el 20 de mayo de 1981, de mano de la Universidad Nigeriana de Tecnología de Aviación. En octubre de 2011, el expresidente Goodluck Jonathan la nombró rectora y jefa de instrucción de la Universidad Nigeriana de Tecnología de Aviación. En febrero de 2014, le sucedió Samuel Caulcrick.

## Reconocimientos
Es miembro  del Salón de la Fama de Mujeres Nigerianas de Éxito, y también es miembro de la Orden de la República Federal de Nigeria, distinción de mérito que le fue conferida en 2006.